# Papa Benedetto XI
Benedetto XI, nato Niccolò (o Nicolò) di Boccassio, o di Boccassino o Boccassini (Treviso o Valdobbiadene, 1240 – Perugia, 7 luglio 1304), è stato il 194º papa dal 22 ottobre 1303 alla morte. Apparteneva all'ordine domenicano. Nel 1736 papa Clemente XII lo ha proclamato beato.

## Biografia

### Frate domenicano
Al di là delle dettagliate agiografie, le notizie attorno all'infanzia e alla giovinezza del papa sono assai scarse. Figlio di Boccassio e di Bernarda, nacque a Treviso o, forse, a San Vito di Valdobbiadene (dove alcuni avrebbero individuato la sua casa natale). Era di umili origini: il padre, notaio, era alle dipendenze dei conti di Col San Martino secondo un rapporto di semiservitù.
Dopo la morte prematura del padre, avrebbe ricevuto una prima istruzione presso lo zio paterno Boccasino, sacerdote presso la chiesa di Sant'Andrea in Riva a Treviso. La prima menzione scritta è in un testamento del 2 ottobre 1256; nel documento, Castellano di Col San Martino offriva a Nicolò 25 libbre veneziane purché si facesse frate domenicano. Finalmente, nel 1257, entrò nel convento trevigiano dei Frati Predicatori.
Sette anni dopo divenne priore. Fu professore di teologia a Treviso, a Venezia ed a Genova. Nel 1286 fu nominato Maestro provinciale di Lombardia. Quando divenne Maestro generale dell'Ordine, nel 1296, emanò alcune ordinanze che proibivano, a qualsiasi domenicano, la discussione pubblica sulla legittimità dell'elezione di Bonifacio VIII. Nel gennaio 1297 fu inviato, insieme al Ministro generale francescano Giovanni de Murro, come legato pontificio nelle Fiandre per ottenere un accordo di pace fra Filippo IV di Francia, Edoardo I d'Inghilterra e il popolo fiammingo.
Nel concistoro del 4 dicembre 1298, papa Bonifacio VIII lo nominò cardinale assegnandogli il titolo presbiterale di Santa Sabina; nel 1300 optò per i titoli di cardinale vescovo di Ostia e quindi di cardinale vescovo di Velletri. Nel 1301 fu inviato come legato pontificio in Ungheria per appoggiare l'ascesa al trono di Carlo Roberto d'Angiò, nipote di Carlo II di Napoli.
All'epoca dello Schiaffo di Anagni (settembre 1303), Boccasini fu uno degli unici due cardinali che difesero il papa all'interno del Palazzo Laterano. Ma con la sua elezione a papa, egli sciolse Filippo IV di Francia dalla scomunica che gli era stata comminata da Bonifacio e praticamente ignorò la bolla Unam Sanctam. Cionondimeno, il 7 giugno 1304 scomunicò il Cancelliere di Francia, Guglielmo di Nogaret, e tutti gli italiani che avevano partecipato al sequestro di papa Bonifacio ad Anagni.

### Il pontificato

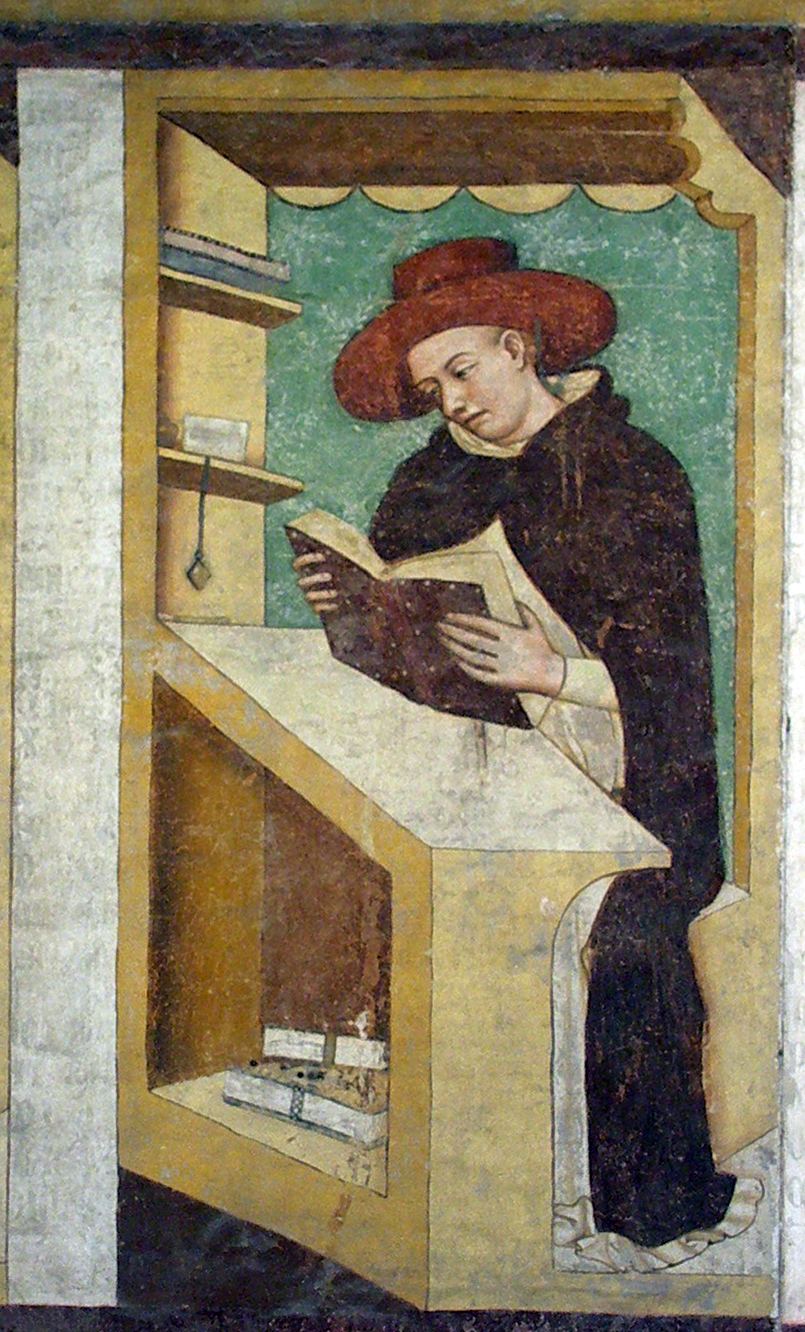
Nicolò Boccasino in abito domenicano e cappello cardinalizio

Nel corso del suo pur breve pontificato egli mantenne un saldo legame, anche affettivo, con la propria città d'origine, Treviso, di cui progettò ampi lavori di ristrutturazione e di abbellimento (rimasti inattuati per la morte improvvisa, a 64 anni); in particolare si deve a Benedetto la costruzione della monumentale chiesa domenicana di San Nicolò, fulgido esempio dei grandiosi progetti predisposti dal pontefice.
Nel dicembre 1303 assolse i cardinali della famiglia romana dei Colonna ed i loro parenti dalla scomunica a suo tempo comminata da Bonifacio VIII. Tuttavia, non prevedendo tale assoluzione la restituzione dei beni a suo tempo confiscati, la famiglia Colonna si volse contro di lui, così come, per opposti motivi, la fazione fedele al precedente pontefice. I violenti tumulti che ne seguirono in Roma convinsero il papa a trasferirsi temporaneamente a Perugia (1304).
Dopo un pontificato di solo otto mesi, Benedetto morì improvvisamente a Perugia. È probabile che il pontefice sia morto di banale indigestione di fichi; all'epoca si sospettò, tuttavia, che la sua morte improvvisa fosse stata causata da avvelenamento da parte di agenti del Nogaret. Il successore di Benedetto, Clemente V, e i papi che lo seguirono, regnarono sotto l'influenza dei re di Francia e trasferirono la sede papale da Roma ad Avignone.
Benedetto XI fu sepolto nella basilica di San Domenico, in un grande monumento della scuola di Arnolfo di Cambio, forse riferibile a Lorenzo Maitani. Alcune guarigioni avvenute presso la sua tomba e ritenute miracolose fecero sì che nel 1736 papa Clemente XII lo proclamasse beato. La ricorrenza relativa è celebrata il 7 luglio.

#### Concistori per la creazione di nuovi cardinali
Papa Benedetto XI durante il suo pontificato ha creato 3 cardinali nel corso di 2 distinti concistori.

## Opere
Benedetto XI fu l'autore di un volume di sermoni e commentari sul Vangelo secondo Matteo, sui Salmi, sul Libro di Giobbe e sull'Apocalisse di Giovanni.
La scuola elementare di San Vito in Valdobbiadene, a poche centinaia di metri dalla quale è possibile notare la casa che, secondo alcuni autori, gli avrebbe dato i natali, è a lui dedicata.
È l'unico papa del suo periodo su cui Dante Alighieri non espresse nessun giudizio negativo.

## Successione apostolica
La successione apostolica è:
- Vescovo Juan de Sigüenza (1300)
- Cardinale Pedro Rodríguez (1300)
- Vescovo Bernardo de Badajoz (1300)
- Vescovo Fernando González (1300)
- Vescovo Fernando Gutiérrez (1300)
- Vescovo Enrico II del Carreto, O.F.M. (1300)
- Vescovo Fernando Sarracín (1301)
- Vescovo Thibaut de Bar (1303)
- Vescovo Agostino Casotti, O.P. (1303)
- Vescovo Ottone Lascaris (1304)
- Vescovo Guillermo de Vilanova (1304)
- Arcivescovo Friedrich von Pernstein, O.F.M. (1304)
- Vescovo Pietro III di Segni (1304)
- Vescovo Giovanni II di Patti (1304)
- Vescovo Pietro di Forlimpopoli, O.F.M. (1304)
- Vescovo Uguccio Borromeo (1304)